# 클라라 (배우)
클라라 리(영어: Clara Lee)는 1985년 1월 15일 ~ )는 가수 코리아나 이승규의 딸 이성민(李成敏)이다.

## 주요 이력

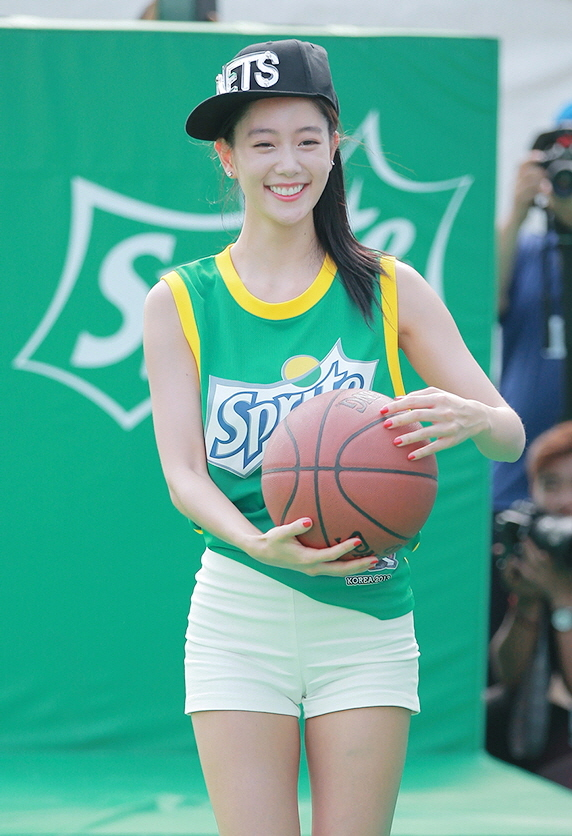
2013년 당시의 클라라

2002년 미국 뮤지컬 에 출연 2004년 한국 CF 광고 모델 2006년 KBS 한국방송공사 TV 시리즈에서 텔레비전 연기자 데뷔하였다.
본명(本名)은 이성민(李成敏), 남자 이름 같다는 이유에서 바꾼 것이라 한다. 아버지는 1988년 서울 하계 올림픽의 공식 주제가《손에 손 잡고》를 부른 보컬 음악 그룹 코리아나의 리더 이승규(탐 리)이다.

## 학력
- 1992년 영국 런던 ACS 국제 학교(前) → 1994년 영국 런던 아메리컨 스쿨(前) → 1995년 캐나다 온타리오 주 오타와 엘름우드 여학교(前) → 1996년 미국 캘리포니아 주 웨스트 밸리 크리스천 스쿨(前) → 1997년 미국 캘리포니아 주 샌 머테이오 퍼시픽 림 인터내셔널 스쿨(前) → 1998년 미국 캘리포니아 주 라 절러 컨트리 데이 스쿨(前) → 2000년 미국 캘리포니아 주 프레즈노 크리스천 고등학교(前) → 2001년 미국 캘리포니아 토런스 웨스트 고등학교(前) → 2004년 미국 캘리포니아 주 로스 앤젤레스 국제 학교 졸업
- 미국 엘 카미노 주립 커뮤니티 전문대학 패션디자인학과 전문학사(2008년)

## 출연작

### 드라마
| 연도 | 방송사 | 제목               | 역할       | 비고     |
| ---- | ------ | ------------------ | ---------- | -------- |
| 2006 | KBS2   | 투명인간 최장수    | 차혜진     |          |
| 2006 | MBC    | 거침없이 하이킥!   | 김윤주     |          |
| 2009 | MBC    | 태희혜교지현이     | 이성민     |          |
| 2009 | tvN    | 세 남자            |            | 카메오   |
| 2009 | MBC    | 인연만들기         | 심혜림     |          |
| 2010 | KBS1   | 바람불어 좋은 날   | 최미란     |          |
| 2011 | KBS2   | 동안미녀           | 채슬아     |          |
| 2012 | SBS    | 부탁해요 캡틴      | 홍미주     |          |
| 2012 | SBS    | 맛있는 인생        | 민영우     |          |
| 2013 | SBS    | 결혼의 여신        | 신시아 정  |          |
| 2014 | tvN    | 응급남녀           | 한아름     |          |
| 2014 | MBC    | 운명처럼 널 사랑해 | 혜진       | 특별출연 |
| 2016 | tvN    | 안투라지           | 본인       | 특별출연 |
| 2017 | JTBC   | 힘쎈여자 도봉순    | 치과위생사 | 특별출연 |
| 2017 | OCN    | 멜로홀릭           | 급식사     | 특별출연 |

### 영화
- 2009년 《오감도》 - 윤정 역
- 2013년 《리큐에게 물어라》
- 2015년 《워킹걸》 - 오난희 역
- 2018년 《신영웅문 : 천년의 비밀》
- 2018년 《반자행동대》
- 2019년 《침입자들》 (특별출연)
- 2021년 《더블패티》 - 외신기자 역
- 2023년 《유랑지구 2》 - 해커 스파이 역
- 2025년 《根本停不下来》 - 분홍 벤츠녀 역

### 뮤직 비디오
- 김준 - 〈비워내기〉
- 문희준 - 〈Toy〉
- 테이 - 〈같은 베개〉, 〈연가〉
- 주노 - 〈Nothing To Lose〉
- 디셈버 - 〈세상에 소리쳐〉, 〈눈부신 눈물〉, 〈오고있나요〉
- 박재범 - 〈좋아〉

## 방송
- SBS 《놀라운 대회 스타킹》 - 고정 게스트 (2010년 ~ 2011년)
- MBC every1 《싱글즈 트렌드 메이커》 - 고정 게스트 (2012년 ~ 2013년) - 공현주와 송해나와 함께
- 온스타일 《클라라의 LIKE A VIRGIN》 - 출연 (2013년)
- MBC every1 《싱글즈 시즌2》 - 고정 게스트 (2013년) - NS 윤지와 한소영과 함께
- tvN 《SNL 코리아》 - 고정 크루 (2013년)
- KBS 《위기탈출 넘버원》 - 게스트 (2013년)
- KBS 《해피투게더 3》 - 게스트 (2013년)
- MBC every1 《무작정 패밀리 시즌3》 - 고정 출연 (2013년)
- MBC 《스타 다이빙 쇼 스플래시》 - 고정 게스트 (2013년)
- KBS 《비타민》 - 게스트 (2014년)

## 광고
- 2005년 포체 시계
- 2005년 피자헛 빅4피자
- 2005년 SK텔레텍 스카이 터치 스크린 위성DMB폰
- 2005년 SK텔레콤 - SK텔레콤을 쓴다는 것 편
- 2005년 소망화장품 꽃을 든 남자 코엔자임Q10 (with 현빈)
- 2006년 한국존슨앤드존슨 아큐브
- 2007년 웅진코웨이 쿠첸 밥솥
- 2008년 SK텔레콤 11번가 (with 심이영)
- 2008~2009년 던킨도너츠 (with 이선균)
- 2009년 크리니크 비타민C 립 스무디
- 2009년 신한카드 신한 하이포인트나노 (with 손성윤)
- 2009년 KTF SHOW 러브액츄얼리폰
- 2010년 OB맥주 카스 (with 2PM)
- 2013년 한국 코카콜라 스프라이트 (with 송중기)
- 2013년 롯데제과 헬스원 (with 류수영)

## 수상
- 2004년 제1회 포체 디지털얼짱 포토콘테스트 1위[4]
- 2013년 제6회 코리아 드라마 어워즈 핫스타상[5]
- 2013년 제6회 스타일 아이콘 어워즈 쉐보레 파인드 뉴스타상[6]
- 2013년 제28회 코리아 베스트 드레서 스완 어워드 셀러브리티 더라이징스타상
- 2016년 제10회 아시안 필름 어워드 라이징스타상[7]
- 2018년 제2회 한중국제영화제 한중스타상

## 가족
- 부모 이승규(부)
- 배우자 사무엘 황
- 자녀 없음